# Saugnacq-et-Muret
Saugnacq-et-Muret – miejscowość i gmina we Francji, w regionie Nowa Akwitania, w departamencie Landy.
Według danych na rok 1990 gminę zamieszkiwało 630 osób, a gęstość zaludnienia wynosiła 6 osób/km² (wśród 2290 gmin Akwitanii Saugnacq-et-Muret plasuje się na 623. miejscu pod względem liczby ludności, natomiast pod względem powierzchni na miejscu 30.).